# Kirchlinteln
Kirchlinteln er en kommune i den østlige del af Landkreis Verden, sydøst for Bremen, i den tyske delstat Niedersachsen.

## Geografi
Kirchlinteln er den arealmæssigt største kommune i Landkreis Verden og ligger mellem Hannover og Bremen i overgangsområdet mellem Aller, Stader Geest og Lüneburger Heide. Den nuværende kommune n deler sig landskabeligt mellem eb sydlig del ved floden Aller og en nordlig (kaldt „Lintelner Geest“ eller „Verdener Heide“), hvor også hovedbyen Kirchlinteln ligger. I Kirchlinteln ligger mundigheder, administration og forretninger.

### Nabokommuner
Mod nord ligger Samtgemeinde Bothel og mod øst Visselhövede, begge i i Landkreis Rotenburg (Wümme); mod sydøst ligger Walsrode og mod syd ligger Samtgemeinde Rethem/Aller begge i Landkreis Heidekreis. Mod sydvest ligger Dörverden, og mod vest Verden (Aller) og Langwedel alle tre i Landkreis Verden.

### Inddeling
I kommunen ligger disse landsbyer og bebyggelser
| - Armsen - Bendingbostel - Brunsbrock - Heins, med: - Groß Heins - Klein Heins - Hohenaverbergen - Holtum (Geest), med: - Heidkrug - Wedehof - Steinberg - Kirchlinteln - Deelsen - Kreepen og Brammer - Kükenmoor - Luttum - Neddenaverbergen, med: - Lehringen | - Otersen, med: - Otersen im Sande - Ludwigslust - Schafwinkel, med: - Sankt Pauli - Odeweg - Gerkenhof - Sehlingen, med: - Groß Sehlingen - Klein Sehlingen - Stemmen - Weitzmühlen - Wittlohe |